# Luxembourg aux Jeux olympiques d'été de 1976
Le Luxembourg  participe aux Jeux olympiques d'été de 1976 à Montréal au Canada du 17 juillet au 1er août 1976. Il s'agit de sa 14e participation à des Jeux olympiques d'été.

## Athlétisme
Le Luxembourg aligne trois participants aux épreuves d'athlétisme.

## Cyclisme
Le Luxembourg aligne Marcel Thull et Lucien Didier aux épreuves de cyclisme.

## Escrime
Deux hommes participent à l'escrime pour le Luxembourg.

## Tir
Le Luxembourg est représenté dans les compétitions de tir par Michel Braun (lb).